# Günther Rubenbauer
Günther Rubenbauer (* 7. Dezember 1940 in Bamberg; † 1. Dezember 2019 in Nürnberg) war ein  deutscher Fußballspieler. Der Außenläufer und Halbstürmer spielte beim 1. FC Nürnberg. 1956 und 1958 wurde er mit dem 1. FCN Bayerischer Jugendmeister und 1958 auch Süddeutscher Jugendmeister. Von 1997 bis 2004 war er Vorstand der SG Quelle Fürth.

## Karriere

### Als Spieler
Im Jahr 1949 trat er dem 1. FC Nürnberg bei und spielte ab dem Alter von 15 Jahren in der B-Jugend. Als Kapitän der süddeutschen Jugendauswahl von Trainer Jakob Streitle gewann er 1957 den Jugend-Länderpokal des DFB.
Gemeinsam mit Adolf Ruff, Gustav Flachenecker und Tasso Wild wurde er 1959 als  Vertragsspieler beim 1. FC Nürnberg aufgenommen. Nach vier absolvierten Spielen in der Fußball-Oberliga Süd wechselte er 1961 zum Ligakonkurrenten SpVgg Fürth. Nach nur einem Jahr und vier weiteren Oberligaspielen kehrte er zum 1. FC Nürnberg zurück, wo er noch bis 1968 in der Ligareserve und Amateurmannschaft eingesetzt wurde.

### Als Trainer
Rubenbauer war dann von 1969 bis 1983 als Spielertrainer bei mehreren mittelfränkischen Vereinen tätig, u. a. beim 1. FC Röthenbach/Pegnitz, ASV Buchenbühl und TV 1860 Schweinau. Von 2004 bis 2007 war er Trainer der 1. Mannschaft des SV Laufamholz, ehe er von 2008 bis 2011 das Training der 2. Mannschaft übernahm.
Im Jahr 1997 wurde er Vorstand der SG Quelle Fürth, die gerade aus der Fußball-Regionalliga Süd abgestiegen war.

## Privates
Rubenbauer war Mitglied bei der Senioren-Tennismannschaft des SV Laufamholz. Gemeinsam mit seiner Frau hat er zwei Söhne.